# 1741 год
1741 (ты́сяча семьсо́т со́рок пе́рвый) год  по григорианскому календарю — невисокосный год, начинающийся в воскресенье. Это 1741 год нашей эры, 1‑й год 5‑го десятилетия XVIII века 2‑го тысячелетия, 2‑й год 1740‑х годов. Он закончился 284 года назад.
| Пн | Вт | Ср | Чт | Пт | Сб | Вс |
|    |    |    |    |    |    | 1  |
| 2  | 3  | 4  | 5  | 6  | 7  | 8  |
| 9  | 10 | 11 | 12 | 13 | 14 | 15 |
| 16 | 17 | 18 | 19 | 20 | 21 | 22 |
| 23 | 24 | 25 | 26 | 27 | 28 | 29 |
| 30 | 31 |    |    |    |    |    |

| Пн | Вт | Ср | Чт | Пт | Сб | Вс |
|    |    | 1  | 2  | 3  | 4  | 5  |
| 6  | 7  | 8  | 9  | 10 | 11 | 12 |
| 13 | 14 | 15 | 16 | 17 | 18 | 19 |
| 20 | 21 | 22 | 23 | 24 | 25 | 26 |
| 27 | 28 |    |    |    |    |    |

| Пн | Вт | Ср | Чт | Пт | Сб | Вс |
|    |    | 1  | 2  | 3  | 4  | 5  |
| 6  | 7  | 8  | 9  | 10 | 11 | 12 |
| 13 | 14 | 15 | 16 | 17 | 18 | 19 |
| 20 | 21 | 22 | 23 | 24 | 25 | 26 |
| 27 | 28 | 29 | 30 | 31 |    |    |

| Пн | Вт | Ср | Чт | Пт | Сб | Вс |
|    |    |    |    |    | 1  | 2  |
| 3  | 4  | 5  | 6  | 7  | 8  | 9  |
| 10 | 11 | 12 | 13 | 14 | 15 | 16 |
| 17 | 18 | 19 | 20 | 21 | 22 | 23 |
| 24 | 25 | 26 | 27 | 28 | 29 | 30 |

| Пн | Вт | Ср | Чт | Пт | Сб | Вс |
| 1  | 2  | 3  | 4  | 5  | 6  | 7  |
| 8  | 9  | 10 | 11 | 12 | 13 | 14 |
| 15 | 16 | 17 | 18 | 19 | 20 | 21 |
| 22 | 23 | 24 | 25 | 26 | 27 | 28 |
| 29 | 30 | 31 |    |    |    |    |

| Пн | Вт | Ср | Чт | Пт | Сб | Вс |
|    |    |    | 1  | 2  | 3  | 4  |
| 5  | 6  | 7  | 8  | 9  | 10 | 11 |
| 12 | 13 | 14 | 15 | 16 | 17 | 18 |
| 19 | 20 | 21 | 22 | 23 | 24 | 25 |
| 26 | 27 | 28 | 29 | 30 |    |    |

| Пн | Вт | Ср | Чт | Пт | Сб | Вс |
|    |    |    |    |    | 1  | 2  |
| 3  | 4  | 5  | 6  | 7  | 8  | 9  |
| 10 | 11 | 12 | 13 | 14 | 15 | 16 |
| 17 | 18 | 19 | 20 | 21 | 22 | 23 |
| 24 | 25 | 26 | 27 | 28 | 29 | 30 |
| 31 |    |    |    |    |    |    |

| Пн | Вт | Ср | Чт | Пт | Сб | Вс |
|    | 1  | 2  | 3  | 4  | 5  | 6  |
| 7  | 8  | 9  | 10 | 11 | 12 | 13 |
| 14 | 15 | 16 | 17 | 18 | 19 | 20 |
| 21 | 22 | 23 | 24 | 25 | 26 | 27 |
| 28 | 29 | 30 | 31 |    |    |    |

| Пн | Вт | Ср | Чт | Пт | Сб | Вс |
|    |    |    |    | 1  | 2  | 3  |
| 4  | 5  | 6  | 7  | 8  | 9  | 10 |
| 11 | 12 | 13 | 14 | 15 | 16 | 17 |
| 18 | 19 | 20 | 21 | 22 | 23 | 24 |
| 25 | 26 | 27 | 28 | 29 | 30 |    |

| Пн | Вт | Ср | Чт | Пт | Сб | Вс |
|    |    |    |    |    |    | 1  |
| 2  | 3  | 4  | 5  | 6  | 7  | 8  |
| 9  | 10 | 11 | 12 | 13 | 14 | 15 |
| 16 | 17 | 18 | 19 | 20 | 21 | 22 |
| 23 | 24 | 25 | 26 | 27 | 28 | 29 |
| 30 | 31 |    |    |    |    |    |

| Пн | Вт | Ср | Чт | Пт | Сб | Вс |
|    |    | 1  | 2  | 3  | 4  | 5  |
| 6  | 7  | 8  | 9  | 10 | 11 | 12 |
| 13 | 14 | 15 | 16 | 17 | 18 | 19 |
| 20 | 21 | 22 | 23 | 24 | 25 | 26 |
| 27 | 28 | 29 | 30 |    |    |    |

| Пн | Вт | Ср | Чт | Пт | Сб | Вс |
|    |    |    |    | 1  | 2  | 3  |
| 4  | 5  | 6  | 7  | 8  | 9  | 10 |
| 11 | 12 | 13 | 14 | 15 | 16 | 17 |
| 18 | 19 | 20 | 21 | 22 | 23 | 24 |
| 25 | 26 | 27 | 28 | 29 | 30 | 31 |

## События
- 25 февраля — Издана Папская булла, запрещавшая духовным лицам всякую торговую деятельность.
- 14 марта — учреждён Бургтеатр — придворный театр в венском Хофбурге.
- 10 апреля — Битва при Мольвице — победа прусской армии над австрийской[1].
- 18 мая — в Нимфенбургском дворце заключён первый антиавстрийский союзный договор между Францией, Баварией и Испанией[2].
- 28 мая — в Нимфенбурге заключён второй антиавстрийский союзный договор между Францией, Баварией и Испанией[2].
- 5 июня — в Бреславле заключён направленный против Австрии союзный договор между Францией и Пруссией[2].
- 31 июля — баварская армия вторглась в Верхнюю Австрию[2].
- 9 октября — король Пруссии Фридрих II, получив согласие Марии-Терезии на аннексию Нижней Силезии, заключил с Австрией перемирие в Клейн-Шнеллендорфе[2].
- 26 ноября — войска Франции, Баварии и Саксонии взяли Прагу[2].
- 6 декабря — Государственный переворот в России, в результате которого Иоанн Антонович отстранён от власти, а императрицей становится Елизавета Петровна, дочь Петра I.
- 19 декабря — Королём Чехии провозглашён курфюрст баварский Карл Альбрехт[2].
- 26 декабря — король Пруссии Фридрих II после обещания Карла Альбрехта передать Пруссии графство Глац и Верхнюю Силезию разорвал заключённое с Австрией перемирие в Клейн-Шнеллендорфе и возобновил военные действия[2].

### Без точных дат
- Продолжилась Война за австрийское наследство (1741—1748).
- Началась Русско-шведская война (1741-1743)
- Март — май — Осада Картахены — осада британскими войсками и флотом испанского города Картахена де Индиас в ходе Войны за ухо Дженкинса.
- Страшный голод в Ирландии.
- Издан закон об освобождении земель венгерских феодалов навечно от налогообложения.
- Народное восстание в Омане и изгнание иранцев. Руководитель восстания маскатский купец Ахмед ибн Саид провозглашён наследственным имамом Омана. Его столицами были Растак и Маскат.
- Шах Ирана Надир-шах и его войско в горах Дагестана ведёт борьбу с местными племенами.
- Возобновление наступления джунгарских феодалов на земли Среднего и Младшего жузов, джунгары захватили районы по среднему течению реки Сырдарья.
- В Японии издан закон, сурово наказывавший старост и их заместителей в деревнях, где происходили восстания.
- Построены русские парусные линейные корабли «Счастие», «Святой Пётр», «Благополучие».
- Указом императрицы Елизаветы Петровны буддизм был признан в Российской империи официально[3].

## Родились
См. также: Категория:Родившиеся в 1741 году
- 7 февраля — Иоганн Генрих Фюссли — швейцарский и английский живописец, график, историк.
- 9 февраля — Андре Эрнест Модест Гретри — французский композитор, бельгиец по происхождению.
- 19 февраля — Иоганн Готлиб Штефани — австрийский драматург, либреттист, актёр.
- 13 марта — Иосиф II Австрийский — король Германии, император Священной Римской империи.
- 20 марта — Жан-Антуан Гудон — французский скульптор, мастер психологического портрета.
- 6 апреля — Себастьян-Рош Никола де Шамфор — французский писатель, мыслитель, моралист.
- 14 апреля — Император Момодзоно — 116-й правитель в истории Японии.
- 9 мая — Джованни Паизиелло — итальянский оперный композитор, работавший в России.
- 23 мая — Андреа Луккези — итальянский композитор и органист-виртуоз.
- 24 июня — Александр Адам — шотландский учитель и археолог.
- 23 августа — Жан-Франсуа де Лаперуз — французский мореплаватель, офицер военно-морского флота.
- 18 октября — Пьер Амбруаз Франсуа Шодерло де Лакло — французский генерал и писатель.
- 30 октября — Ангелика Кауфман, швейцарская художница.
- 15 ноября — Иоганн Каспар Лафатер — швейцарский писатель, богослов и поэт.
- 22 сентября — Пётр Симон Паллас — немецкий учёный-энциклопедист, естествоиспытатель и путешественник.

### Без точных дат
- Иоганн Готфрид Вильгельм Пальшау, немецкий и датский композитор, пианист, клавесинист и педагог (ум. 1815).

## Скончались
См. также: Категория:Умершие в 1741 году
- 8 января — Варлаам (Леницкий) — архиепископ.
- 17 марта — Жан Батист Руссо — французский поэт.
- 28 июля — Антонио Вивальди — итальянский композитор, скрипач, педагог, дирижёр.
- 21 октября — Людовик Делиль де ла Кроер — французский астроном, профессор, академик Петербургской Академии наук.
- 4 декабря — Иоганн Амман — врач и ботаник, член Лондонского королевского общества.
- 14 декабря — Шарль Роллен — французский историк и педагог.
- 8 декабря — Витус Беринг — российский мореплаватель.